# Sacrario militare italiano di Rodi
Il sacrario militare italiano di Rodi è parte del cimitero cattolico di Rodi, in via Nekrotafiou 1. Nel sacrario sono sepolte le salme di 404 militari italiani caduti durante la prima e la seconda guerra mondiale, negli anni 1912 e 1942.
Il sacrario militare italiano di Rodi e il cimitero cattolico furono realizzati nel 1924 su progetto dell’architetto Florestano Di Fausto.
Abbandonato dalla fine della seconda guerra mondiale, nell'anno 2010 lo stato italiano ha curato il restauro del complesso monumentale, inaugurato nel 2011.

## Galleria d'immagini

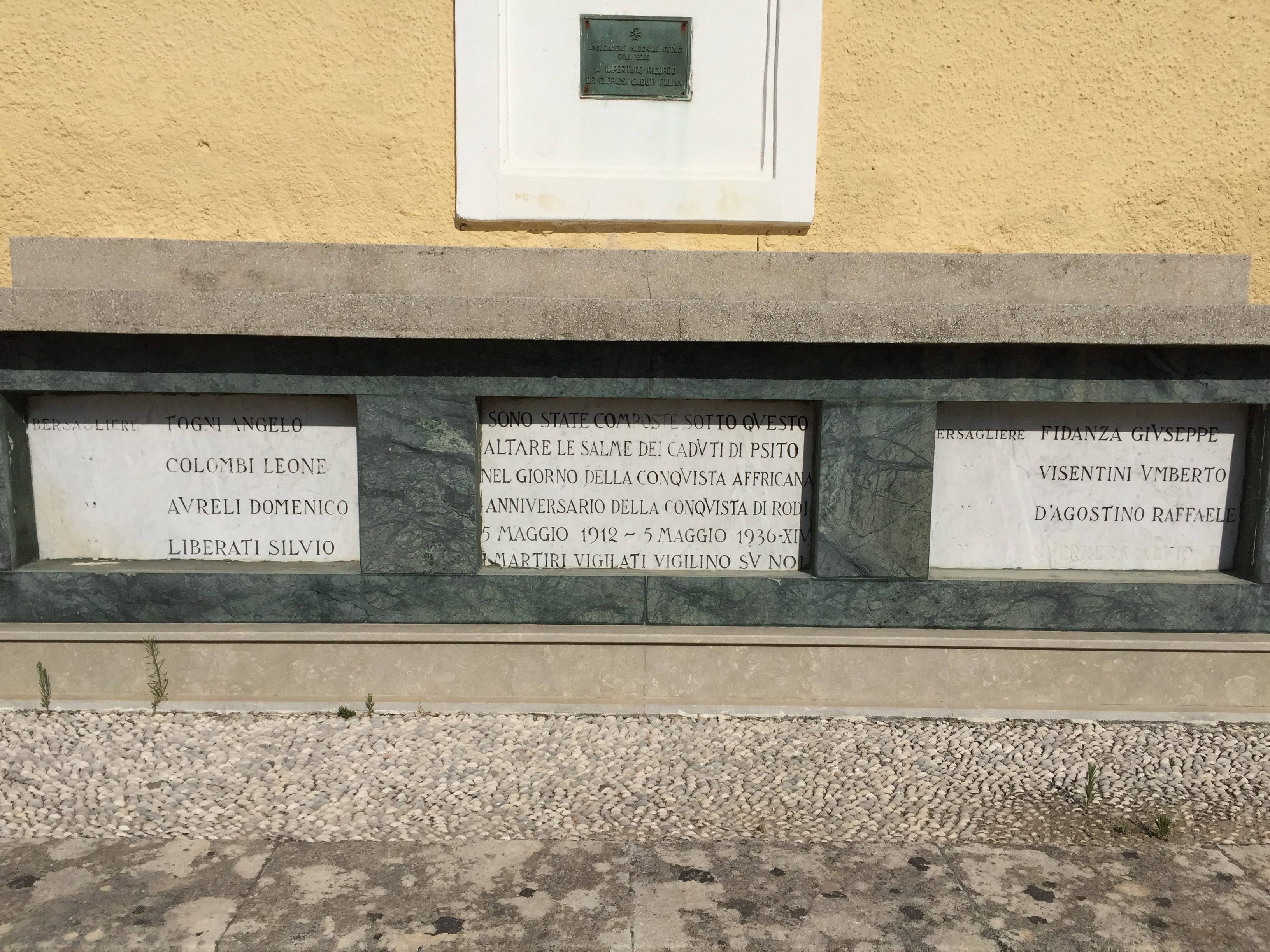
Lapidi poste sotto l'altare del sacrario militare italiano di Rodi
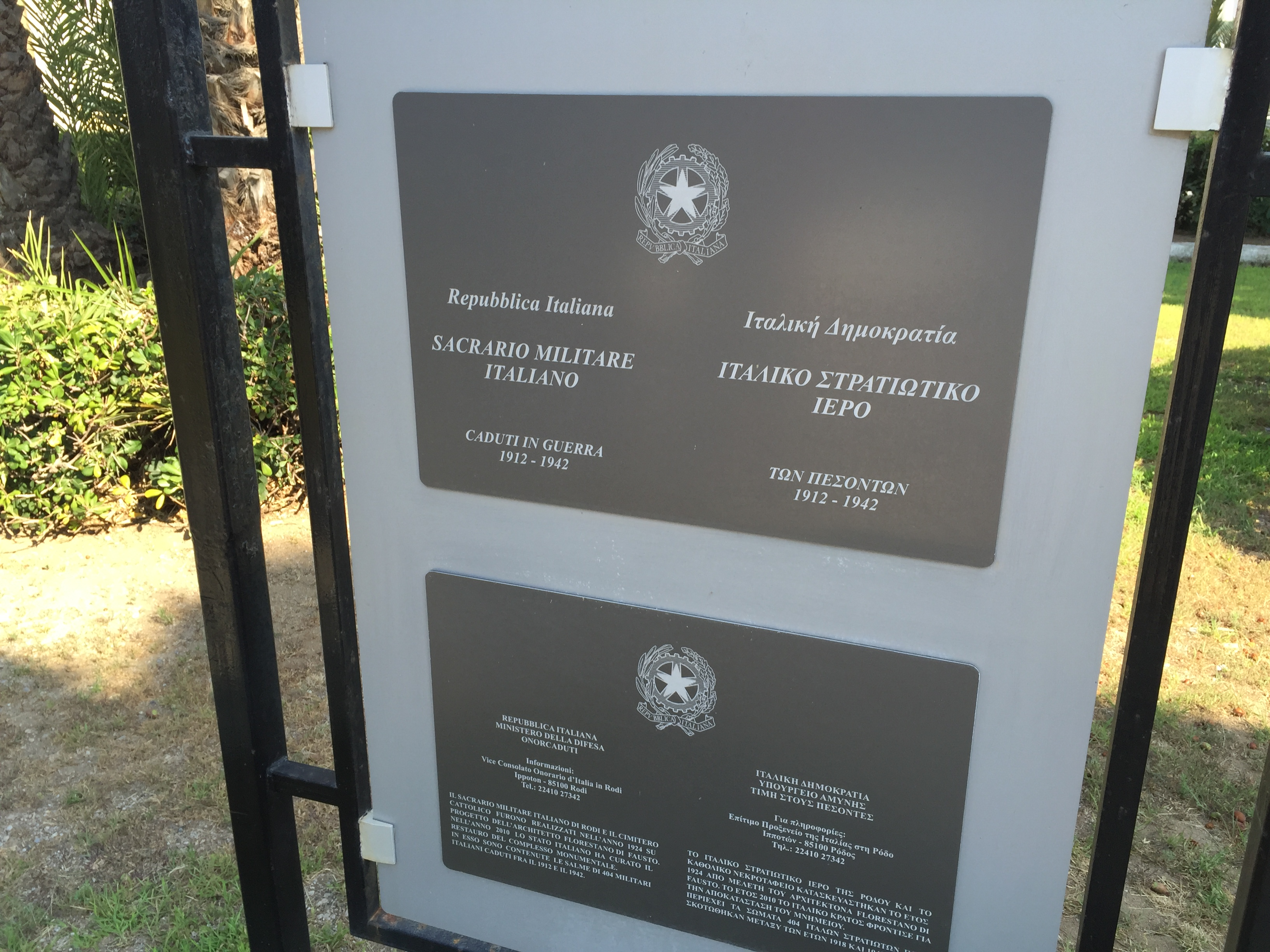
Targa affissa presso il sacrario militare italiano di Rodi in seguito al restauro del 2010